# Friedrich Wilhelm Ferdinand Schmitt
Pour les articles homonymes, voir Schmitt.
Friedrich Wilhelm Ferdinand Schmitt (né le 25 mars 1823 à Zempelburg, arrondissement de Flatow (de), Prusse-Occidentale et mort le 3 mars 1910 dans la même vile) est un écolier, éducateur et historien provincial prussien.

## Biographie
Schmitt, dont le père est le maire de Zempelburg, Andreas Schmitt, étudie d'abord à l'école municipale de Zempelburg puis au lycée de Dantzig (de), qu'il quitte à Pâques 1839 après avoir obtenu son diplôme d'entrée à l'université. Il étudie pendant six semestres à l'Université de Halle, où il entend des cours de philologie de Bernhardy (de), des cours de philosophie d'Erdmann, des cours d'histoire de Leo et des cours de théologie protestante de Tholuck. Pendant un septième semestre, il étudie la philosophie à l'université Frédéric-Guillaume de Berlin sous la direction de Trendelenburg.
L'apparition précoce d'une maladie cardiaque nerveuse entrave sa carrière d'enseignant dans une école publique. Après avoir réussi l'examen d'État, il termine son année probatoire, avec des interruptions, en partie au lycée de Dantzig et en partie au lycée berlinois du monastère franciscain de Berlin, mais il abandonne ensuite sa carrière dans la fonction publique et travaille d'abord comme tuteur privé et puis comme professeur particulier dans la région de Thorn. Parallèlement, il développe un vif intérêt pour l'histoire et le folklore de la Prusse-Occidentale.
Schmitt obtient son doctorat en 1862 à la faculté de philosophie de l'Université d'Iéna avec le sujet de thèse De nobilitate Polonica. Une opportunité de poursuivre ses activités scientifiques se présente à lui lorsque le ministère d'État suggère que les domaines des arrondissements disposent de chroniques écrites sur l'histoire des arrondissements par des historiens compétents. Les arrondissements de Flatow, Deutsch-Krone et Stuhm confient cette tâche à Schmitt. Il rédige ensuite plusieurs chroniques d'arrondissement importantes parues en 1867 et 1868. Il utilise également les archives polonaises pour préparer la chronique de l'arrondissement de Flatow.
Lors de la création des Archives d'État de la province de Poznań en 1867, il est chargé d'enregistrer les documents d'archives disponibles dans les anciens registres. Lorsque son espoir d'être employé dans le service des archives ne se réalise pas, il décide en 1872 d'ouvrir une école privée dans sa ville natale de Zempelburg pour le préparer à fréquenter des établissements d'enseignement supérieur. Il dirige l'école avec succès jusqu'à quelques années avant sa mort. Avant même d’ouvrir son école, il s’est tourné vers l’écriture pédagogique. Entre 1869 et 1874, une série de manuels sont créés pour l'enseignement des classes du premier cycle du secondaire et du supérieur. En 1870, il publie un guide général destiné aux classes inférieures des lycées et collèges supérieurs.
Il publie également une étude historico-culturelle sur « La terre et les habitants de la Prusse-Occidentale » dans le Zeitschrift für preußische Geschichte und Landeskunde, parue en quatre parties. Dans le premier épisode, publié en janvier 1870, Thorn est indiqué comme lieu de résidence, mais dans les trois suites, le domaine de Lulkau, situé à une dizaine de kilomètres au nord de Thorn, est indiqué. En 1875, Zempelburg est désigné comme lieu de résidence. Le dernier livre qu'il publie en 1879 s'intitule Die Provinz Westpreußen, wie sie entstanden und wie sie gegenwärtig entstanden ist.
Schmitt est décrit par ses contemporains comme un homme d'une profonde piété et d'un grand sérieux moral, hautement estimé par tous ceux qui le connaissaient et vénéré par ses nombreux étudiants. Il est membre de la Société d'histoire de la Prusse-Occidentale . Selon un communiqué de la société, il décède le 3 mars 1910 à Zempelburg.

## Œuvres (sélection)
- Hexerei in Pommerellen. Dans: Neue Preußische Provinzial-Blätter. Andere Folge, Volume III, Königsberg 1853, p. 163–166.
- Topographie der zum ehemaligen Netz-Distrikt gehörigen Kreise West-Preussens. Dans: Preußische Provinzial-Blätter, Andere Folge, Volume VI, Königsberg 1854, p. 257–289 et p. 432–461, Volume VII, Königsberg 1855, S. 42–46 und S. 105–118.
- Topographie des Flatower Kreises. Dans: Preußische Provinzial-Blätter, Andere Folge, Volume VI, Königsberg 1854, p. 257–289 et p. 432–461, Volume VII, Königsberg 1855, p. 42–46 et p. 105–118.
- Zur Kassuben-Frage. Dans: Neue Preußische Provinzial-Blätter. Andere Folge. Volume 8, Königsberg 1855, p. 337–338. (Dieser Beitrag betrifft den Aufsatz von  W. Hanow: Die Kassubiten. Dans: Neue Preußische Provinzial-Blätter. Andere Folge, Volume 8, Königsberg 1855, p. 161–165.)
- Der Kreis Flatow. In seinen gesammten Beziehungen dargestellt. Lambeck, Thorn 1867 (Digitalisat). (Rezension)[3]. (Rezension)[7].
- Geschichte des Deutsch-Croner Kreises. Thorn, 1867 (Digitalisat). (Rezension)[8].
- Geschichte des Stuhmer Kreises. Im Auftrag der Kreisstände verfasst. Thorn, 1868 (Digitalisat).
- Tirocinium latinum. Thorn, 1869.
- General-Leitfaden für die unteren Klassen von Gymnasien und höheren Bürgerschulen. Zwei Teile: 1. Sprachen, 2. Realien. Lambeck, Thorn, 1870. (Rezension)[9].
- Land und Leute in Westpreußen. Dans: Zeitschrift für preußische Geschichte und Landeskunde. Volume  7, Berlin 1870, p. 33–47, p. 189–229, p. 553–568 et p. 610–624.
- Tirocinium graecum. Thorn, 1873.
- Kleines Englisches Elementarbuch. Thorn, 1873.
- Kleines Französisches Elementarbuch. Thorn, 1874.
- Zur Adalbert's-Frage. Dans: Altpreussische Monatsschrift. Neue Folge, 12 Volumes, Königsberg 1. Pr. 1875, p. 531–541.
- Die Provinz Westpreussen wie sie entstanden und wie sie gegenwärtig beschaffen ist. In zwei Skizzen. Verlag Ernst Lambeck, Thorn, 1879.